# Prospekt Kosmonavtov (metropolitana di Ekaterinburg)
La stazione di Prospekt Kosmonavtov (Проспект Космонавтов) è una stazione della metropolitana di Ekaterinburg, capolinea settentrionale della linea 1.

## Storia
La stazione di Prospekt Kosmonavtov venne attivata il 26 aprile 1991, contemporaneamente alla prima tratta (da Prospekt Kosmonavtov a Mašinostroitelej) della linea 1.

## Strutture e impianti
Si tratta di una stazione sotterranea, con due binari – uno per ogni senso di marcia – serviti da una banchina ad isola.